# Murzuq
Okres Murzuq, také Murzúk, (arabsky شعبية مرزق‎) je okres v Libyi nacházející se na jihu země v historickém regionu Fezzán. Na jihu okres hraničí s Čadem a Nigerem. Převážná část provincie je pokryta pouští. V roce 1957 probíhal v okrese Murzuq geologický průzkum, který objevil jedenáct ropných polí s odhadovanou zásobou 2 miliard barelů. Administrativním centrem okresu je oázové město Murzuq